# Kunduchi
Kunduchi è una circoscrizione (ward) della città di Dar es Salaam, appartenente al distretto di Kinondoni. Al censimento del 2002 la popolazione di Kunduchi risultava di 72.927 unità.
La circoscrizione prende il nome da un villaggio di pescatori e da un'antica città commerciale swahili. Della città rimangono le rovine, che comprendono una moschea del XVI secolo, alcune tombe del XVIII e XIX secolo, e altri ruderi in parte nascosti da una fitta foresta di baobab.
La spiaggia di Kunduchi, Kunduchi Beach, si affaccia sull'Oceano Indiano ed è meta di turismo nazionale e internazionale; nella zona si trovano numerosi hotel e altre strutture ricettive e ricreative. La continuazione settentrionale della spiaggia di Kunduchi prende il nome di Bahari Beach.